# PZL Bielsko SZD-21
Die PZL Bielsko SZD-21 Kobuz (deutsch Baumfalke) ist ein polnisches Kunstflug-Segelflugzeug. SZD steht für Szybowcowy Zakład Doświadczalny (Segelflugzeug-Entwicklungswerk).

## Geschichte
Die Entwicklungsarbeiten für ein Nachfolgemodell der IS-4 Jastrząb (Habicht) von 1949 begannen 1958 und wurden von Jerzy Trzeciak unter dem Projektnamen Sokół (Falke) durchgeführt. Den Erstflug des Prototyps SZD-21-2 „Kobuz“ mit dem Kennzeichen SP–1990 führte Stanisław Skrzydlewski am 3. Juni 1961 aus. Die nicht befriedigenden Testergebnisse zogen einige Umbauten nach sich und das Flugzeug ging als SZD-21-2A „Kobuz 2“ ab dem 18. Mai 1962 nochmals in die Erprobung. Dabei traten an den Tragflächen Flattererscheinungen auf, die am 20. April 1963 zum Absturz des Prototyps führten, bei dem der Testpilot Sławomir Makaruk tödlich verunglückte. Das Projekt wurde anschließend von I. Trzeciak und M. Gracz überarbeitet: das Tragwerk wurde komplett verändert und der Rumpf verlängert. In dieser endgültigen Form wurde der Typ mit dem Kennzeichen SP–2452 als SZD-21-2B „Kobuz 3“ von Skrzydlewski am 10. Dezember 1964 eingeflogen und anschließend in die Produktion überführt. Die Serie umfasste insgesamt 30 Exemplare, die bis 1966 gebaut wurden.
Bei den 1985 in Mauterndorf (Österreich) erstmals stattfindenden Weltmeisterschaften im Segelkunstflug belegten Jerzy Makula und Marek Szufa mit dem Kobuz 3 den ersten bzw. dritten Platz. 1987 konnte Makula bei der Deutschen Meisterschaft in Paderborn mit dem Typ den zweiten Platz erringen, Marian Bednorz kam auf Rang 3. Bei den 1989 stattfindenden Weltmeisterschaften kam es in Hockenheim zu einem tödlichen Unfall, bei dem Krzysztof Wyskiel, ein Mitglied der polnischen Auswahl, ums Leben kam, weil seinem Kobuz 3 während des Pflichtprogramms die Flügel abbrachen und das Flugzeug aus 300 Metern Höhe ungebremst zu Boden stürzte. Daraus resultierend wurde der Kobuz auf nachfolgenden internationalen Wettbewerben nicht mehr zugelassen.
Die Sperrung des Kobuz bei internationalen Wettbewerben gab Anlass zu der Entwicklung des Swift S-1 dessen Flügelformen direkt von einem Kobuz 3 abgenommen wurden.

## Konstruktion
Der Kobuz ist ein freitragender Mitteldecker in Halbschalen-Holzbauweise. Der vordere Rumpf sowie die Rumpf-Flügel-Übergänge bestehen aus GFK. Der hintere Rumpf ist mit Sperrholz beplankt. Die trapezförmigen Flügel mit Laminarprofil und Spaltquerrudern verfügen ebenfalls über Sperrholzverkleidung und sind mit Polystyrol ausgeschäumt. Die Ruder des freitragenden Normalleitwerks sind mit Stoff bespannt. Die Seitenflosse besteht aus Holz, die zweiholmige Höhenflosse aus Aluminiumrippen mit Sperrholzbeplankung. Das Fahrwerk besteht aus einer Bugkufe, dem einziehbaren, gummigefederten und abbremsbaren Hauptrad und einem Hecksporn.

## Technische Daten
| Kenngröße              | Daten (SZD-21-2B Kobuz 3)    |
| ---------------------- | ---------------------------- |
| Besatzung              | 1                            |
| Länge                  | 7,25 m                       |
| Spannweite             | 14,00 m                      |
| Höhe                   | 1,90 m                       |
| Flügelfläche           | 13,50 m²                     |
| Flügelstreckung        | 14,2                         |
| Flügelbelastung        | maximal 29,50 kg/m²          |
| Leermasse              | 311 kg                       |
| Zuladung               | 90 kg                        |
| Startmasse             | normal 401 kg maximal 435 kg |
| Höchstgeschwindigkeit  | 350 km/h                     |
| Mindestgeschwindigkeit | 73 km/h                      |
| Gleitzahl              | 30 bei 100 km/h              |
| Geringstes Sinken      | 0,9 m/s bei 100 km/h         |
| Lastvielfaches         | +7/−5g                       |
| Profil                 | NACA 64-1-412 (Flügelwurzel) |